# John Luther Bridgers senior
John Luther Bridgers senior (* 29. November 1821 in Tarboro, North Carolina; † 22. Januar 1884 in North Carolina) war ein US-amerikanischer Jurist und Plantagenbesitzer sowie ein konföderierter Politiker und Offizier in der Konföderiertenarmee. Der Konföderiertenkongressabgeordnete Robert Rufus Bridgers (1819–1888) war sein Bruder.

## Werdegang
John Luther Bridgers senior, Sohn von Elizabeth Kettlewells Routh und John Bridgers, wurde ungefähr sechseinhalb Jahre nach dem Ende des Britisch-Amerikanischen Krieges auf einer Farm im Edgecombe County geboren. Seine Familie war in diesem County ansässig, seit dem sein Großvater Briton Bridgers um 1770 mit seinem Stiefvater Joseph Pender vom Northampton County (Virginia) nach dort hinzog. Zu seinen direkten Vorfahren zählt Colonel Joseph Bridger (1625–1686), ein bedeutender Siedler im 17. Jahrhundert, der von Gloucester (England) nach Isle of Wight County (Virginia) segelte. Das verwendete „s“ am Ende des Namens Bridgers fand zum ersten Mal 1725 in den Gerichtsakten vom Bertie County (North Carolina) Verwendung. Nach dem Tod seines Vaters heiratete seine Mutter den Baptistenprediger Elder Mark Bennett. Bridgers besuchte die von ihm 1834 gegründete und geleitete Town Creek Academy. 1843 graduierte er mit Auszeichnung an der University of North Carolina und hielt die Abschlussrede in französischer Sprache. Bridgers studierte Jura und erhielt seine Zulassung als Anwalt. Er ließ sich in Tarboro nieder und trat der Kanzlei von seinem Bruder Robert und Robert Henry Pender (1820–1881) bei, ging aber auch Handelsgeschäften nach. Seine Studienzeit war von der Wirtschaftskrise von 1837 überschattet und die Folgejahre vom Mexikanisch-Amerikanischen Krieg. Bridgers war später als Staatsanwalt (Attorney) tätig. Während ihres gesamten Lebens, wetteiferten John und sein Bruder Robert, insbesondere in der Landwirtschaft. In den 1850er Jahren besaßen sie zusammen mehr als sechstausend Acres Land, welches sie mit wissenschaftlichem Eifer bewirtschafteten. Zwei von John’s Plantagen, Strabane und Middleplace, brachen häufig die Produktionsrekorde. Bridgers war ein glühender Unterstützer der State Agricultural Society und ein Hauptredner auf der jährlichen State Fair. Er war Direktor der Filiale der North Carolina State Bank in Tarboro. Ferner war er der erste Escheator an der University of North Carolina, welcher in Greene County ernannt wurde. Er saß im Repräsentantenhaus von North Carolina. Während dieser Zeit wählte man ihn dort in den Staatsrat. Bridgers war ein wichtiger Akteur beim Bau der Calvary Episcopal Church in Tarboro. Den größten Teil seines Lebens lebte er in The Grove, einem Haus, welches der Kongressabgeordnete Thomas Blount (1759–1812) im Jahr 1808 erbauen ließ. Vor Kriegsbeginn war Bridgers einer von drei Delegierten, welche von North Carolina nach Montgomery (Alabama) gesandt wurden, um eine einvernehmliche Lösung herbeizuführen. Der Versuch scheiterte. Er wurde daraufhin einstimmig zum Captain der Edgecombe Guards ernannt. Diese Truppe beklagten das erste Todesopfer auf Seiten der Südstaaten, Private Henry L. Wyatt († 1861), beim Gefecht bei Big Bethel. Für seine Tapferkeit bei diesem Gefecht wurde er zum Lieutenant Colonel in der schweren Artillerie, dem 10. Regiment von North Carolina, ernannt. Als solcher hatte er das Kommando über Fort Macon, bis ihn eine Krankheit zum Rücktritt zwang. Danach diente er im Stab von Generalleutnant Daniel Harvey Hill (1821–1889). Ferner assistierte er seinem Bruder Robert beim Betrieb der Eisenschmelzöfen in High Shoals (Gaston County), den zweitwichtigsten im Süden für die Produktion von Nägeln und gewalztes Material. Sein ganzes Leben lang plagte ihn ein schlechter Gesundheitszustand und mehrere finanzielle Rückschläge in seinem Alter bewogen ihn 1881 The Grove zu verkaufen und auf die Strabane-Plantage zu ziehen, welche zu diesem Zeitpunkt nur einen Bruchteil der ursprünglichen Größe hatte, wo er drei Jahre später verstarb. Er und seine beiden Ehefrauen wurden auf dem Gelände der Calvary Episcopal Church beigesetzt.

## Familie
Bridgers heiratete am 20. April 1847 Rebecca Louisa Dicken (1829–1865) aus Halifax County. Sie war die Urenkelin von Benjamin Dicken, einem der Kommissare, welche die Stadt Tarboro anlegten. Das Paar bekam drei Kinder: John Luther junior (* 1850), Routh „Ruth“ (* 1855) und Charles (* 1858). Ihr letztes Kind starb in der Kindheit. Nach dem Tod seiner ersten Ehefrau heiratete er am 4. April 1867 Mary Elizabeth Battel (1844–1918), Tochter von Mary Ann Horn und Joseph Summer Battle. Das Paar bekam vier Kinder: Marcus Milton (* 1868), Loulie (* 1870), Whitney Luther (* 1873) und Maria Horn (* 1882).

## Ehrungen
Ein Porträt von John Luther Bridgers senior hängt im White House of the Confederacy in Richmond (Virginia) und ein anderes ist im Besitz seiner Familie.